# Göte (sagokung)
Göte är en svensk sagokung som förekommer i den fornnordiska Götrikssagan samt i Ynglingasagan. Han nämns även i Eddan av Snorre Sturlasson. 
Göte skall ha varit son till Oden och givit namn åt Götaland. I Götriks saga berättas hur han gick vilse under en jakt och hamnade i den snåle Skavörtungs pörte. Han lägrade dennes dotter sedan hela hennes familj kastat sig utför en ättestupa. Med henne fick han sonen Götrik den milde som sedermera ska ha blivit kung över Västergötland. Göte hade även en son vid namn Ring Götriksson, vilken å sin sida ska ha blivit kung över Östergötland.